# Ra's Tanura
Ra's Tanura (arabisch رأس تنورة, DMG Raʾs Tanūra; international Ras Tanura, auch Ras Tannura) ist ein Ort und ein Gouvernorat in der Provinz asch-Scharqiyya von Saudi-Arabien auf einer Halbinsel im Arabischen Golf, auf der sich ein bedeutender Öl-Verladeterminal und eine große Erdölraffinerie der Saudi Aramco sowie ein auch Nadschmah genanntes Wohnviertel für deren Mitarbeiter befinden.

## Geographie
Die zwischen Dschubail im Westen und al-Qatif im Süden gelegene, sich in südöstlicher Richtung erstreckende Halbinsel ist insgesamt ca. 21 km lang und im nördlichen Teil nicht mehr als 6 km breit. Sie endet in einer ca. 7,5 km langen Landzunge mit einer Breite von maximal 1 km. Die Luftfeuchtigkeit ist sehr hoch, die Temperaturen können im Sommer 50 °C und mehr erreichen.

## Öl-Verladeterminal
Ras Tanura steht auch für den von Saudi Aramco betriebenen, weltweit größten Öl-Verladeterminal. Er besteht aus einer großen Zahl von Öltanks auf dem Südende der Halbinsel sowie verschiedenen Schiffsanlegern an der Ostseite der Landzunge, nämlich der South Pier und der North Pier sowie den 4 Sea Islands. Die inzwischen nur noch als Anleger für Schlepper dienende South Pier wurde seit 1939 von der damaligen Aramco als Öl-Verladeterminal benutzt. Die rund 880 m vor der Küste errichtete North Pier ist 870 m lang und ca. 33 m breit. Sie hat 6 bis 11 Liegeplätze für Tanker, die bei Ebbe 12 bis 15 m tief sind. Ungefähr 1,6 km nordöstlich vor der Küste steht eine 1,7 km lange Reihe von 4 Sea Islands genannten Schiffsanlegern mit Pumpstationen im offenen Meer in einer Wassertiefe von 26 m. Sea Island No. 1 wurde 1967 aufgegeben; an den Stationen No. 2, 3 und 4 können 6 Tanker mit bis zu 500.000 DWT (ULCC) gleichzeitig beladen werden. Ras Tanura hat insgesamt eine Verladekapazität von 6 Millionen bpd (barrels per day). 1961 schlug auf das Gelände des South Piers ein Meteorit ein, der nach dem Ort benannt wurde: Ras Tanura.

## Erdölraffinerie, petrochemische Industrieanlage
Weiter landeinwärts auf der Halbinsel steht eine ebenfalls von Saudi Aramco betriebene Erdölraffinerie, die mit einer Kapazität von 550.000 bpd zu den größten Anlagen im Mittleren Osten gehört.
Saudi Aramco und Dow Chemical unterzeichneten am 12. Mai 2007 eine Absichtserklärung zur gemeinsamen Errichtung des Ras Tanura Integrated Petrochemical Complex, einer der weltweit größten petrochemischen Industrieanlagen zur Produktion diverser Chemikalien mit einem geschätzten Investitionsvolumen von 20 Mrd. USD. Die Anlagen sollten ursprünglich bis 2013 fertiggestellt werden und zukünftig 4.000 Mitarbeiter beschäftigen. Im April 2009 wurde jedoch eine Verschiebung des Projektes bekanntgegeben.

## Wohnanlage
Landeinwärts schließt sich die auch Najmah genannte eingezäunte Wohnanlage bzw. kleine Stadt (Compound) der Saudi Aramco an, eine der vier schon 1940 von der damaligen Aramco in Saudi-Arabien gebauten Anlagen. Ursprünglich wohnten dort fast nur amerikanische Aramco-Mitarbeiter; heute wohnen dort Mitarbeiter aus zahlreichen Ländern und nur noch wenige Amerikaner und Briten. Sie kommunizieren meist in englischer Sprache. 
Die Anlage hat auch zahlreiche Geschäfte und Gemeinschaftseinrichtungen (Theater, Bowling Bahn, Golfplatz und Strand). Die Wohnanlage wird ständig bewacht.

## Persönlichkeiten
- Ibrahim Ghaleb (* 1990), Fußballspieler